# Gregor Režonja
Gregor Režonja, slovenski nogometaš, * 15. januar 1981, Ljubljana.
Režonja je nekdanji profesionalni nogometaš, ki je igral na položaju vezista. V svoji karieri je igral za slovenske klube Grosuplje, Ljubljano, Svobodo, Celje, Belo Krajino, Aluminij, Krko in Marjeto ter grški Panetolikos, avstrijski USV Wies in nemški Suddendorf-Samern. Skupno je v prvi slovenski ligi odigral 66 tekem in dosegel pet golov, v drugi slovenski ligi pa 110 tekem in 29 golov.